# Хай-дайвінг на Чемпіонаті Європи з водних видів спорту 2022 — жінки
Змагання з хай-дайвінгу серед жінок на Чемпіонаті Європи з водних видів спорту 2022 відбулись 18 та 19 серпня.

## Результати[2][3]
| Місце | Спортсменка         | Країна     | Раунд 1 | Раунд 2 | Раунд 3 | Раунд 4 | Загалом |
| ----- | ------------------- | ---------- | ------- | ------- | ------- | ------- | ------- |
| 1     | Айріс Шмідбауер     | Німеччина  | 62.40   | 90.30   | 66.30   | 90.30   | 309.30  |
| 2     | Антоніна Вишиванова | Україна    | 52.00   | 74.80   | 74.25   | 94.35   | 295.40  |
| 3     | Еліза Касетті       | Італія     | 62.40   | 79.90   | 85.00   | 57.00   | 284.30  |
| 4     | Анна Бадер          | Німеччина  | 59.80   | 98.00   | 61.20   | 62.90   | 281.90  |
| 5     | Джінні ван Катвейк  | Нідерланди | 40.30   | 52.70   | 66.30   | 57.40   | 216.70  |
| 6     | Анніка Борнебуш     | Данія      | 45.50   | 54.00   | 35.00   | 31.50   | 166.00  |
| 7     | Селія Фернандез     | Іспанія    | 27.30   | 40.80   | 58.90   | 31.50   | 158.50  |
| 8     | Вероніка Папа       | Італія     | 32.50   | 31.05   | 52.20   | 36.45   | 150.40  |